# Macintosh User Group
Macintosh User Groups (förkortning MUG) är samlingsbegreppet på officiella föreningar för Macintoshanvändare. Varje MUG hjälper bland annat sina medlemmar med råd och tips om vad de kan göra med sin Macintosh. En del MUG:ar hjälper även sina medlemmar med lån av teknisk apparatur som scanners och  digitalkameror. 
Det finns drygt 600 MUG:ar i världen  varav ett tiotal i Sverige . Varje MUG har en styrelse och en vald ordförande. Det förs protokoll och upprättas verksamhetsplaner precis som för vilken förening som helst. Medlemsavgiften betalas årsvis och brukar ligga på 100-200 kronor. 
De senaste årens trend har varit att antalet medlemmar i Sveriges MUG:ar är minskande. Detta tros bland annat bero på att allt fler Macintosh-användare har tillgång till Internet och därmed själva kan söka efter relevant information utan att behöva bli medlemmar i en MUG.
Ofta blandas Macintosh User Groups felaktigt ihop med Mac-communityn som exempelvis MacNytt och 99mac.
Apple Computer förstod tidigt värdet av Macintosh User Groups, vilket bland annat framgår av ett meddelande på Usenet redan år 1984. . Numera vill Apple Computer att det ska heta Apple User Groups istället för Macintosh User Groups, men detta har inte slagit rot bland de berörda föreningarna.